# Denílson (Fußballspieler, 1977)
Denílson de Oliveira Araújo oder kurz Denílson (* 24. August 1977 in Ipiranga, Brasilien) ist ein ehemaliger brasilianischer Fußballspieler.

## Karriere

### Verein
Denilson begann seine Karriere beim FC São Paulo im Jahre 1994, von deren Jugendabteilung er in die erste Mannschaft berufen wurde und sich nach kurzer Zeit als Stammspieler behauptete. 1998 wurde er vom spanischen Club Betis Sevilla für den damals teuersten Transfer aller Zeiten, für umgerechnet 31,5 Mio. Euro, verpflichtet. Er unterschrieb einen 10-Jahres-Vertrag, den er jedoch nicht erfüllte, da er nach 5 Jahren den Verein wechselte. Der Verein tätigte damit die größte Fehlinvestition seiner Geschichte. 2005 gewann er den spanischen Pokal Copa del Rey.
Danach spielte er bei dem französischen Klub Girondins Bordeaux. Dort schoss der Brasilianer das schnellste Tor der Französischen Liga nach 11 Sekunden gegen den OGC Nizza. Aufgrund seiner hohen Gehaltskosten konnte sein Vertrag in Bordeaux jedoch nicht verlängert werden. Es folgte ein Gastspiel bei al-Nasr FC in Saudi-Arabien, ehe er im August 2007 in die US-amerikanische Liga zum FC Dallas wechselte.
Im Februar 2008 wechselte er ablösefrei zurück ins heimatliche São Paulo zur SE Palmeiras. Mit Palmeiras schaffte er unter Trainer Vanderlei Luxemburgo in der brasilianischen Meisterschaft den vierten Rang und damit die Qualifikation zur Copa Libertadores. Dabei erzielte er drei Ligatore in 27 Spielen. Zum Ende des Jahres schied er ablösefrei aus dem Verein aus.
Zu Beginn des Jahres 2009 trainierte er kurzfristig in England beim Premier-League-Klub Bolton Wanderers, es kam allerdings zu keinem Vertragsabschluss. Später im Januar wechselte er zum Staatsmeister des brasilianischen Bundesstaates Goiás, den Itumbiara EC, um diesen bei der Titelverteidigung zu unterstützen.
Im Juni 2009 unterschrieb er einen Vertrag für die Rückrunde bei Hai Phong Cement in der vietnamesischen V.League 1. Der ehemalige brasilianische Weltstar hat nach nur einem Spiel, einem Tor und einer Verletzung am rechten Bein seinen Vertrag bei Hai Phong Cement wieder gekündigt.
In der Folge stand er seit Januar 2010 beim griechischen Erstliga-Verein AO Kavala unter Vertrag. Bereits im April 2010 erhielt er jedoch wegen seines schlechten Fitnesszustands und dem mangelnden Willen, daran etwas zu ändern, seitens seines Clubs die Freigabe, ohne auch nur eine Minute gespielt zu haben.

### Nationalmannschaft
Nach seinem ersten Pokalsieg mit der brasilianischen Nationalmannschaft im Konföderationen-Pokal 1997 gegen Australien (6:0) – in diesem Turnier wurde Denilson mit dem Goldenen Schuh als bester Turnierspieler ausgezeichnet – folgte der Erfolg als Vizeweltmeister 1998 in Frankreich. Zu seinen weiteren Erfolgen zählt die WM 2002 in Japan und Südkorea, bei der Brasilien als Weltmeister hervorging (Fußball-Weltmeisterschaft 2002/Brasilien). Insgesamt wurde Denilson bei den Weltmeisterschaften 1998 und 2002 in zwölf Spielen elfmal eingewechselt. Nur beim letztlich bedeutungslosen 1:2 in der Vorrunde 1998 gegen Norwegen stand er in der Startelf. Im Finale 2002 gegen Deutschland kam er in der 90. Minute für den zweifachen Torschützen Ronaldo. Nebenbei sah man Denilson in Zeiten der Weltmeisterschaften in diversen Nike-Fußballwerbespots auftreten.

## Erfolge
- Copa Conmebol: 1994 mit FC São Paulo
- Copa Conmebol Master: 1996 mit FC São Paulo
- Staatspokal von São Paulo: 1998 mit FC São Paulo
- Staatsmeisterschaft von Rio de Janeiro: 2000 mit Flamengo Rio de Janeiro
- Copa del Rey: 2005 mit Betis Sevilla
- Konföderationen-Pokal: 1997 mit Brasilien
- Weltmeister: 2002 mit Brasilien
- Vizeweltmeister: 1998 mit Brasilien
- Copa América: 1997 mit Brasilien

## Zitat
- Ich bin doppelt so gut wie die Nummer 10., auf die Frage, warum er die Nummer 20 in der brasilianischen Nationalmannschaft ausgewählt hat, in Anlehnung an Rivaldo, der damals die Rückennummer 10 trug.